# José Alexandre Carneiro Leão
José Alexandre Carneiro Leão, barão e visconde de São Salvador de Campos (Rio de Janeiro, 28 de março de 1793 — Rio de Janeiro, 2 de setembro de 1863) foi um nobre e diplomata brasileiro.

## Biografia
Filho de Brás Carneiro Leão e Ana Francisca Rosa Maciel da Costa, a baronesa de São Salvador de Campos dos Goytacazes, casou-se com sua sobrinha Elisa Leopoldina Carneiro Leão.
Ministro plenipotenciário do Brasil na Colômbia em 1826. Em 1843 foi à Nápoles, como representante de Dom Pedro II, trazer a futura imperatriz do Brasil, Dona Teresa Cristina de Bourbon-Duas Sicílias, para seu casamento no Brasil.
Foi candidato à senador em 1847. Agraciado cavaleiro da Imperial Ordem de Cristo.